# Ѷ
Ѷ, ѷ は、初期キリル文字のひとつで、現在は使用されていない。Ѵに重音記号が付いたもの。ギリシャ語のΫ、ϋ（ディアリティカ・ウプシロン）を起源とする。

## 呼称
- ロシア語：詳細不明
  - Unicode名のロシア語表記はиспользуется для обозначения слоговой ижицы.（成音節のѴを表記するために使われる）
  - 英語表記ではIzhitsa Okovy
- 音訳名：不明

## 音素
/y/, Ѵを参照。

## Ѷに関する諸事項
- ロシア語においては、Ѵが通常の[i]音を表すИのほうがふさわしいとされたことに伴い、Ѷも1918年に廃止された。

## 符号位置
| 大文字 | Unicode | JIS X 0213 | 文字参照        | 小文字 | Unicode | JIS X 0213 | 文字参照        | 備考 |
| ------ | ------- | ---------- | --------------- | ------ | ------- | ---------- | --------------- | ---- |
| Ѷ      | U+0476  | ‐          | &#x476; &#1142; | ѷ      | U+0477  | ‐          | &#x477; &#1143; |      |